# فانینگ (میزوری)
فانینگ (به انگلیسی: Fanning) یک منطقهٔ مسکونی در ایالات متحده آمریکا است که در شهرستان کرافورد، میزوری واقع شده‌است.